# Городищенська сільська рада (Бахмацький район)
Городи́щенська сільська́ ра́да — адміністративно-територіальна одиниця та орган місцевого самоврядування в Бахмацькому районі Чернігівської області. Адміністративний центр — село Городище.

## Загальні відомості
- Територія ради: 6,1 км²
- Населення ради: 1 124 особи (станом на 1 січня 2012 року)

## Населені пункти
Сільській раді були підпорядковані населені пункти:
- с. Городище
- с. Часниківка
- с. Шумин

## Історія
Сільська рада створена створена у 1933 році. Стала однією з 20-ти сільських рад Бахмацького району і одна з 16, яка складається більше, ніж з одного населеного пункту.

## Господарство
По сільській раді налічується всього 488 наявних господарств, з них 356 по с. Городище, 115 — по с. Часниківка і 17 по с. Шумин. Населення сільради — 1124 особи (2012). З них в розрізі по селах, село Городище — 821 особа, село Часниківка — 262 особи, хутір Шумин — 41 особа.
На території сільської ради функціонують такі підприємства, установи та організації: Городищенська ЗОШ І-ІІІ ст., Часниківський НВК, сільський Будинок культури села Часниківка, сільський Будинок культури села Городище, фельдшерсько — акушерський пункт села Часниківка, Городищенська лікарська амбулаторія, філія бібліотеки в селі Городище, філія поштового відділення звיязку, один приватний магазин в селі Часниківка та 3 приватні магазини в селі Городище.
Село Городище газифіковане, села Часниківка та Шумин не газифіковані. Центральні вулиці з твердим покриттям.

## Склад ради
Рада складалася з 16 депутатів та голови.
- Голова ради: Тишенко Валентина Миколаївна
- Секретар ради: Неволько Надія Петрівна

### Керівний склад попередніх скликань
| Прізвище, ім'я, по батькові  | Основні відомості                                                                                  | Дата обрання | Дата звільнення |
| ---------------------------- | -------------------------------------------------------------------------------------------------- | ------------ | --------------- |
| Онищенко Володимир Іванович  | Сільський голова, 1947 року народження                                                             | 26.03.2006   | 31.10.2010      |
| Тишенко Валентина Миколаївна | Сільський голова, 1964 року народження, освіта вища, член Всеукраїнського об'єднання «Батьківщина» | 31.10.2010   |                 |

Примітка: таблиця складена за даними сайту Верховної Ради України

### Депутати
За результатами місцевих виборів 2010 року депутатами ради стали:

#### За суб'єктами висування
| Суб'єкт висування                                       | Кількість обраних депутатів | %  |
| ------------------------------------------------------- | --------------------------- | -- |
| Політична партія Всеукраїнське об'єднання «Батьківщина» | 8                           | 50 |
| Партія регіонів                                         | 4                           | 25 |
| Самовисування                                           | 4                           | 25 |

#### За округами
| № округу                                                | Прізвище, ім'я, по батькові     | Дата визнання обраним | Освіта             | Партійна приналежність                        | Відомості про обраного депутата                              |
| ------------------------------------------------------- | ------------------------------- | --------------------- | ------------------ | --------------------------------------------- | ------------------------------------------------------------ |
| Партія регіонів                                         |                                 |                       |                    |                                               |                                                              |
| 3                                                       | Пацюк Олексій Петрович          | 05.11.2010            | середня            | позапартійний                                 | ДП Бахмач «Агролісництво», лісник                            |
| 9                                                       | Неволько Надія Петрівна         | 05.11.2010            | вища               | позапартійна                                  | Городищенська сільська рада, секретар                        |
| 12                                                      | Лемішко Віктор Іванович         | 05.11.2010            | середня            | позапартійний                                 | тимчасово не працює                                          |
| 14                                                      | Нестерець Віктор Анатолійович   | 05.11.2010            | вища               | член Партії регіонів                          | Часниківський фельдшерсько-акушерський пункт, фельдшер       |
| Політична партія Всеукраїнське об'єднання «Батьківщина» |                                 |                       |                    |                                               |                                                              |
| 1                                                       | Сорокопуд Олександр Миколайович | 05.11.2010            | середня            | позапартійний                                 | ТОВ СП «Агодім», тракторист-машиніст                         |
| 2                                                       | Кухаренко Іван Андрійович       | 05.11.2010            | середня            | позапартійний                                 | ТОВ СП «Агодім», охоронник                                   |
| 4                                                       | Вовк Світлана Василівна         | 05.11.2010            | середня спеціальна | позапартійна                                  | Городищенська амбулаторія, медсестра                         |
| 5                                                       | Крамар Петро Михайлович         | 05.11.2010            | середня            | позапартійний                                 | ТОВ СП «Агодім», тракторист                                  |
| 6                                                       | Неволько Іван Федорович         | 05.11.2010            | середня            | позапартійний                                 | ТОВ СП «Агодім», тракторист                                  |
| 8                                                       | Кузуб Людмила Михайлівна        | 05.11.2010            | вища               | позапартійна                                  | Городищенська загальноосвітня школа І-ІІІ ст., вчитель       |
| 13                                                      | Терещенко Світлана Борисівна    | 05.11.2010            | вища               | член Всеукраїнського об'єднання «Батьківщина» | Часниківський навчально-виробничий комбінат, вчитель         |
| 15                                                      | Білоштан Наталія Дмитрівна      | 05.11.2010            | середня спеціальна | позапартійна                                  | ТОВ СП «Агодім», завідувачка ферми                           |
| Самовисування                                           |                                 |                       |                    |                                               |                                                              |
| 7                                                       | Янченко Олександр Миколайович   | 05.11.2010            | середня            | позапартійний                                 | АЗС «Юрал», оператор АЗС                                     |
| 10                                                      | Пилипенко Олександр Миколайович | 05.11.2010            | вища               | позапартійний                                 | ПП Алфімов Ю. В., оператор АЗС                               |
| 11                                                      | Кот Іван Миколайович            | 05.11.2010            | середня спеціальна | позапартійний                                 | Бахмацька ПШМК, водій                                        |
| 16                                                      | Кириленко Юрій Андрійович       | 05.11.2010            | вища               | позапартійний                                 | Київський загін відомчої воєнізованої охорони ПЗЗ, охоронець |